# میدان سفانیه
میدان سفانیه (به عربی: حقل السّفانيه) یکی از میدان‌های نفتی عربستان سعودی در خلیج فارس و بزرگترین میدان نفتی دریایی در جهان می‌باشد. این میدان در فاصله ۲۶۵ کیلومتری شمال غربی ظهران واقع است. این میدان در سال ۱۹۵۱ کشف و در سال ۱۹۵۷ به بهره‌برداری رسید. میزان نفت درجای میدان سفانیه ۳۷ میلیارد بشکه و حجم ذخیره درجای گاز آن ۵٫۳۶ میلیارد متر مکعب برآورد می‌شود. میزان استحصال نفت آن ۱٫۲ میلیون بشکه نفت و ۱۹۰٬۰۰۰ متر مکعب گاز در روز است. میدان سفانیه از میادین نفتی متعلق به شرکت سعودی آرامکو می‌باشد.